# Kimpale Mosengo
Kimpale Mosengo (ur. 10 stycznia 1963) – kolarz szosowy z Demokratycznej Republiki Konga, uczestnik letnich igrzysk olimpijskich.
Mosengo reprezentował Demokratyczną Republikę Konga na letnich igrzyskach olimpijskich podczas igrzysk 1988 w Seulu. Wystartował w jeździe drużynowej na czas razem z Mobange Amisim, Pasi Mbenzą i Ndjibu N’Golomingim. Kongijczycy zajęli wówczas 28. miejsce spośród 31 reprezentacji. Mosengo brał także udział w wyścigu indywidualnym ze startu wspólnego, który ukończył na 104. miejscu.